# Наньсюн
Наньсю́н (кит. упр. 南雄, пиньинь Nánxióng) — городской уезд городского округа Шаогуань провинции Гуандун (КНР).

## История
Во времена империи Тан в 684 году из уезда Шисин был выделен уезд Чжэньчан (浈昌县). В эпоху 5 династий и 10 царств в 920 году, когда эти земли находились в составе государства Южная Хань, в уезде Чжэньчан разместились власти новой Сюнчжоуской области (雄州), в состав которой вошли уезды Чжэньчан и Шисин. После объединения китайских земель в составе империи Сун в связи с тем, что на землях современной провинции Хэбэй уже имелась Сюнчжоуская область, данная область была переименована в Наньсюнскую (南雄州). В 1021 году из-за практики табу на имена в связи с тем, что иероглиф «чжэнь» читался точно так же, как и иероглиф, которым записывалось личное имя только что взошедшего на престол Чжао Чжэня, уезд Чжэньчан был переименован в Баочан (保昌县).
После монгольского завоевания и основания империи Юань Наньсюнская область была в 1278 году преобразована в Наньсюнский регион (南雄路). После свержения власти монголов и образования империи Мин «регионы» были переименованы в «управы» — так в 1368 году появилась Наньсюнская управа (南雄府). Во времена империи Цин управа была в 1807 году немного понижена в статусе, и стала Наньсюнской непосредственно управляемой областью (南雄直隶州); уезд Баочан был при этом расформирован, а его территория перешла под прямое управление областных властей. После Синьхайской революции в Китае была проведена реформа структуры административного деления, в ходе которой области были упразднены, поэтому в 1912 году Наньсюнская непосредственно управляемая область была расформирована, а территория, до этого напрямую подчинявшаяся областным властям, стала уездом Наньсюн (南雄县).
В 1950 году был образован Специальный район Бэйцзян (北江专区), и уезд вошёл в его состав. В 1952 году Специальный район Бэйцзян был расформирован, и был образован Административный район Юэбэй (粤北行政区). В конце 1955 года было принято решение о расформировании Административного района Юэбэй, и в 1956 году был создан Специальный район Шаогуань (韶关专区). В декабре 1958 года уезд Шисин был присоединён к уезду Наньсюн, но уже в октябре 1960 года он был вновь выделен в отдельный уезд. В 1970 году Специальный район Шаогуань был переименован в Округ Шаогуань (韶关地区). В 1983 году округ Шаогуань был преобразован в городской округ.
17 июня 1996 года уезд Наньсюн был преобразован в городской уезд.

## Административное деление
Городской уезд делится на 1 уличный комитет и 17 посёлков.